# Isaac Wright Jr.
Isaac Wright Jr. (* 23. Januar 1962 in Orlando, Florida) ist ein US-amerikanischer Rechtsanwalt, Berater, Unternehmer und Philanthrop. Er wurde vor allem dafür bekannt, dass er fälschlicherweise als Drogendealer angeklagt und 1991 im Zusammenhang mit dem Verkauf von Kokain zu lebenslanger Haft verurteilt worden war. 
Seine Verurteilung wurde 1997 nach einer von ihm angestrengten Klage aufgehoben, die sich auf die Korruption der Polizei während der Ermittlungen und die wissentliche Falschaussage des Staatsanwalts in seinem Prozess stützte. Seine Geschichte wird in der Serie For Life dargestellt, die 2020 bei ABC Premiere hatte. Wright war 2021 Kandidat für das Amt des Bürgermeisters von New York City.

## Frühes Leben und Ausbildung
Wright Jr. wurde 1962 in Orlando als Sohn von Isaac Wright Sr. und Sandra B. Wright geboren. Wrights Vater war Berufssoldat, und Wright lebte sowohl in zahlreichen Städten der USA als auch im Ausland. Er besuchte die Berkeley High School in Moncks Corner, South Carolina.

## Karriere
In den frühen 1980er Jahren trat Wright, als er zusammen mit seiner Frau und seiner Tochter in New York City lebte, mehrere Wochen lang als Mitglied des Tanztrios Uptown Express in der Talentshow Star Search auf. In den späten 1980er Jahren war er Talentmanager und besaß ein unabhängiges Plattenlabel namens X-Press Records. Seine Frau Sunshine war Mitglied der von ihm mitgegründeten Popgruppe The Cover Girls.

### Verhaftung und Inhaftierung
1989 wurde Wright Jr. verhaftet und fälschlicherweise beschuldigt, der Drahtzieher hinter einem der größten Drogenvertriebsnetzwerke in den Ballungsgebieten von New York/New Jersey zu sein. Nachdem er fast zwei Jahre lang inhaftiert war, wurde er 1991 vor Gericht gestellt und nach dem Gesetz des New Jersey's drug kingpin statute verurteilt. Anschließend wurde er zu lebenslanger Haft und wegen anderer Anklagepunkte zu insgesamt 72 Jahren Haft verurteilt.
Während er noch eine lebenslange Haftstrafe verbüßte, formulierte Wright eine neue Rechtstheorie in einem ergänzenden Verteidigungsbrief, den er in einem anderen Gefangenenfall vorlegte. In diesem Schriftsatz griff Wright die von New Jersey verwendeten Geschworenenanweisungen an und begründete dies damit, dass die Anweisungen der Absicht des Gesetzgebers widersprächen, wer als Drogenboss angeklagt und verurteilt werden sollte. Wrights Argument setzte sich durch, und als diese Entscheidung vom Staat New Jersey erfolglos beim Obersten Gerichtshof von New Jersey angefochten wurde, legte er damit die Grundlage für ein neues Gesetz. Wright verwendete dieses neue Gesetz dann in einem ergänzenden Verteidigungsbrief, um seine eigene Verurteilung zur lebenslangen Haftstrafe aufzuheben. Er blieb wegen zahlreicher anderer Verurteilungen mit Haftstrafen von insgesamt über 70 Jahren im Gefängnis.
Nachdem seine direkte Berufung beendet war, beantragte Wright beim erstinstanzlichen Gericht Post Conviction Relief (PCR), weil er Opfer polizeilichen und staatsanwaltschaftlichen Fehlverhaltens gewesen sei. Bei seiner PCR-Anhörung im Jahr 1996 enthüllte der zuständige Polizeibeamte Dugan weitreichendes und systematisches Fehlverhalten und Vertuschung von Polizei und Staatsanwaltschaft in Wrights Fall.
Der Staatsanwalt von Somerset County, Bissell Jr., der Wrights Fall verfolgt hatte, wurde als Orchestrierer des Fehlverhaltens identifiziert. Bissell hatte Polizisten angewiesen, Berichte zu fälschen, während er persönlich falsche Zeugenaussagen gegen Wright diktierte. Bissell machte außerdem geheime Geschäfte mit Verteidigern, um ihre Mandanten dazu zu bringen, die Jury insofern anzulügen, als Wright ihr Drogenboss sei.
Dugan bekannte sich eines offiziellen Fehlverhaltens schuldig, um dem Gefängnis zu entgehen. Wrights Prozessrichter Michael Imbriani, der die geheimen Geschäfte durch illegale Verurteilungsschemata weiter verschwiegen hatte, wurde aus dem Amt entfernt und inhaftiert. Nachdem Staatsanwalt Bissell in den Fernsehnachrichten von Dugans Geständnis erfahren hatte, flüchtete er, wurde aber später gestellt. Bei seiner Festnahme beging er Suizid. 
Wrights verbleibende Verurteilungen wurden aufgehoben, er wurde freigelassen und schließlich von allen Anklagen freigesprochen. Der Oberste Gerichtshof von New Jersey bestätigte diese Entscheidung.

### Karriere nach der Freilassung
Nach seiner Entlassung aus dem Gefängnis studierte Wright Jura und schloss sein Studium 2002 mit dem Bachelor of Science in Human Services an der Thomas Edison State University ab, trat 2004 in die juristische Fakultät ein und machte 2007 seinen Abschluss an der St. Thomas University School of Law. Nachdem Wright 2008 die Zulassung als Anwalt erhalten hatte, wurde ihm nach einer neun Jahre währenden charakterlichen Prüfung durch das New Jersey Bar's Committee im September 2017 vom New Jersey Supreme Court die Zulassung als Anwalt erteilt.
Wright ist die erste Person in der Geschichte der USA, der zu lebenslanger Haft verurteilt wurde, seine eigene Freilassung und Entlastung erwirkte und dann von demselben Gericht, das ihn verurteilt hatte, eine Zulassung als Anwalt erhielt.
2017 unterzeichnete Curtis Jackson einen Vertrag zur Produktion der TV-Serie For Life, inspiriert von Wrights Leben. Hank Steinberg, Jackson und seine Produktionsfirma G-Unit Film & Television sowie Wright produzierten die Serienadaption zusammen mit Doug Robinson und Alison Greenspan über Robinsons Doug Robinson Productions. Seit 2021 ist Wright Rechtsanwalt bei einer Full-Service-Anwaltskanzlei Hunt, Hamlin & Ridley mit Sitz in Newark, New Jersey. Im selben Jahr war er Kandidat der Demokraten für das Amt des Bürgermeisters von New York City.